# Pakisaji (Kademangan)
Pakisaji is een bestuurslaag in het regentschap Blitar van de provincie Oost-Java, Indonesië. Pakisaji telt 1869 inwoners (volkstelling 2010).